# Гарасюки (гміна)
Гміна Гарасюкі (пол. Gmina Harasiuki) — сільська гміна у східній Польщі. Належить до Ніжанського повіту Підкарпатського воєводства.
Станом на 31 грудня 2011 у гміні проживало 6320 осіб.

## Територія
Згідно з даними за 2007 рік площа гміни становила 168.29 км², у тому числі:
- орні землі: 42.00%
- ліси: 50.00%

Таким чином, площа гміни становить 21.42% площі повіту.

## Населення
Станом на 31 грудня 2011:
| Опис     | Загалом | Загалом | Чоловіки | Чоловіки | Жінки | Жінки |
| -------- | ------- | ------- | -------- | -------- | ----- | ----- |
| одиниця  | осіб    | %       | осіб     | %        | осіб  | %     |
| все      | 6320    | 100     | 3169     | 50.14    | 3151  | 49.86 |
| міське   | 0       | 100     | 0        |          | 0     |       |
| сільське | 6320    | 100     | 3169     | 50.14    | 3151  | 49.86 |

## Солтиства
Банахи, Дериляки, Ґозд, Гарасюки, Гуціско, Гута Кшешовска, Гута Нова, Гута Подґурна, Гута Стара, Кшешув Ґурни, Куше, Лазори, Мазярня, Нова Вєшь, Пулсєракув, Роґузня, Ричкі, Сєракув, Шеліґа, Вулька, Жук Нови, Жук Стари.

## Села без статусу солтиства
Колонія Лазорська, Осада Лісна

## Сусідні гміни
Гміна Гарасюкі межує з такими гмінами: Білґорай, Біща, Кшешув, Поток-Ґурни, Улянув, Янів-Любельський, Яроцин.